# Friedrich Schlegel

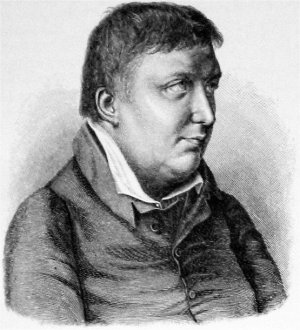
Friedrich Schlegel
(1772-1829)

Karl Wilhelm Friedrich von Schlegel (n. 10 martie 1772, Hanovra, Principatul Braunschweig-Lüneburg – d. 12 ianuarie 1829, Dresda, Regatul Saxoniei) a fost critic, istoric și teoretician literar german, fratele mai mic al lui August Wilhelm Schlegel. Împreună cu acesta, a fost conducătorul spiritual al școlii romantice de la Jena.

## Biografia
Se naște pe 10 martie 1772, ca fiu al pastorului luteran Johann Adolf Schlegel. Cea mai mare parte a copilăriei o petrece la unchiul său și la fratele mai mare August Wilhelm Schlegel. După studii de comerț la Leipzig pe care le întrerupe, studiază dreptul, apoi matematica, filozofia, medicina si filologia clasică la Göttingen și apoi la Leipzig.
In 1793 abandonează studiile și devine scriitor. Studiază mai ales antichitatea greacă iar când pleaca la Dresda, în 1794, publică prima sa lucrare Despre școlile poeziei grecești.
In 1796, o dată cu fratele său, August Wilhelm Schlegel și soția acestuia, Caroline, se stabilește la Jena. Urmează o perioadă în care manifestă un inters deosebit pentru literatură și filozofie. După ce scrie o critică despre Friedrich Schiller, acesta îi devine inamic. Schlegel era adeptul lui Johann Wolfgang von Goethe (e drept că aceasta "adorație" nu era reciprocă) și al lui Johann Gottlieb Fichte.
În 1797 o cunoaște pe Dorothea Veit, dar după un an se despart.
Împreună cu fratele său, August Wilhelm Schlegel, dar și Novalis, Ludwig Tieck, Friedrich Schleiermacher și August Ferdinand Bernhardi, fondează acea "Școala Romantică" (cum avea s-o denumească Heinrich Heine). În 1798, jurnalul literar Athenäum devine organul literar al aceei mișcări.
În 1798 devine docent la Universitatea din Jena. După o călătorie la Dresda, pleacă cu Dorothea la Paris pentru a studia colecțiile artistice. Acolo studiază cultura persană și indiană și fondează magazinul literar Europa.
Mai târziu îl vedem la Köln susținând cursuri strălucite. Cum interesul său pentru catolicism creștea, devine cavaler al Ordinului lui Hristos iar în 1815 este înnobilat.
În 1828 pleacă la Dresda pentru a susține cursuri de filozofie a limbii. Acolo se stinge din viață pe data de 12 ianuarie 1829.

## Opera
- Despre studiul poeziei grecești (Über das Studium der griechischen Poesie), 1797
- Istoria poeziei grecilor și romanilor (Geschichte der Poesie der Griechen und Römer), 1798